# Vrijstaand huis

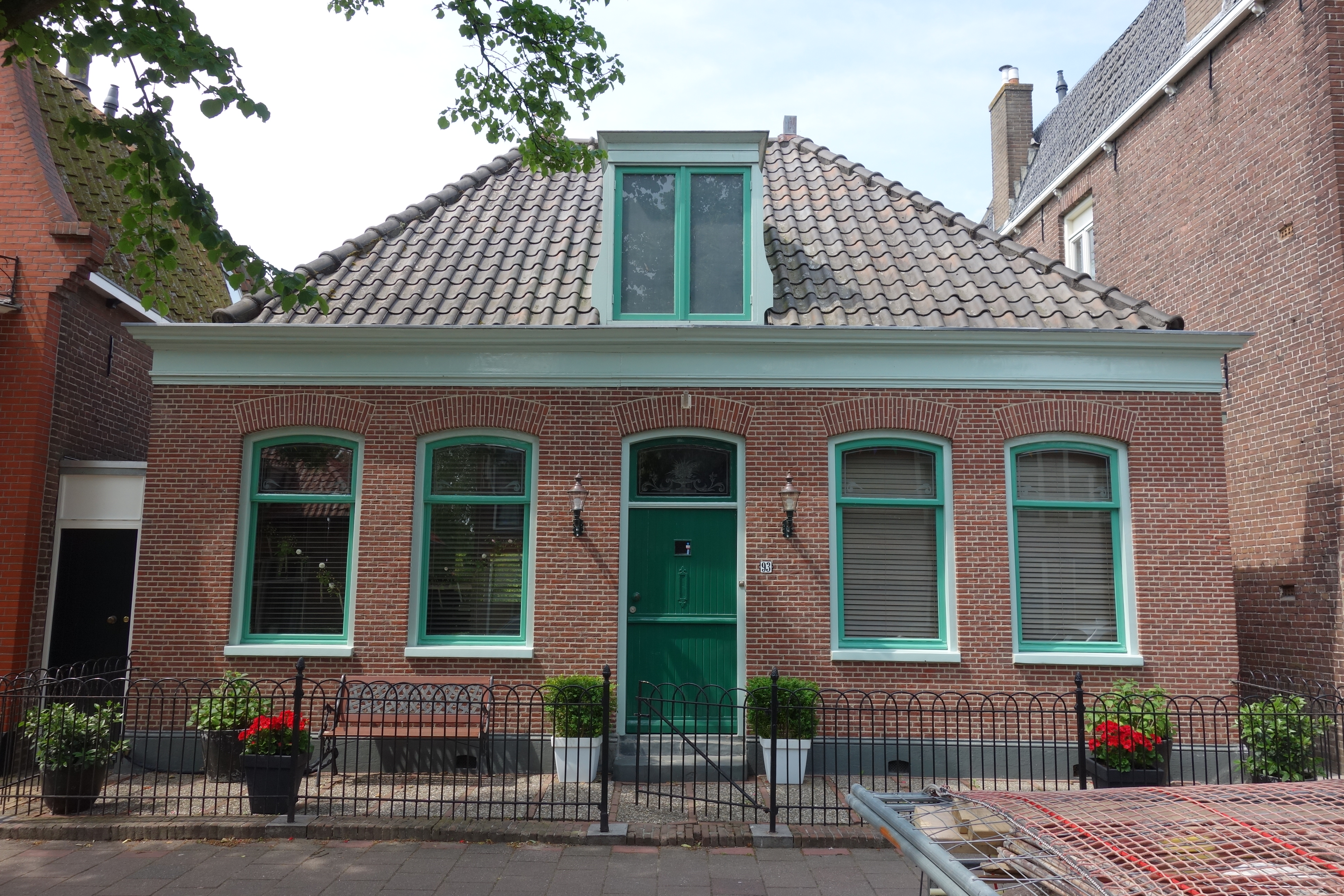
Koepoortsweg 93 in Hoorn staat aan beide zijgevels niet tegen de buren

Met een vrijstaand huis wordt in het algemeen een woonhuis (met name een eengezinswoning) bedoeld dat aan geen enkele kant is verbonden met een andere woning. Het is dus aan alle zijden omringd door open ruimte.
De term wordt voornamelijk gebruikt om de prestigewaarde (en daarmee min of meer de financiële waarde) aan te geven. Het staat daarmee tussen een villa en een twee-onder-een-kapwoning. Een boerderij wordt niet als vrijstaand gezien.